# Мураново
Мура́ново — литературно-мемориальный музей, созданный потомками Ф. И. Тютчева на базе родовой усадьбы в деревне Мураново, ныне на территории Пушкинского городского округа Московской области, близ платформы Ашукинская Ярославской железной дороги (посёлок Ашукино).

## История усадьбы
С 1816 года, когда деревню Мураново приобрела жена генерала Л. Н. Энгельгардта, имение принадлежало родственно связанным семействам Энгельгардтов, Баратынских, Путятов и Тютчевых.
Главный дом усадьбы построен поэтом Е. А. Баратынским, женатым на Анастасии Львовне Энгельгардт, в 1842 году. После подавления восстания декабристов Баратынский, в отличие от Пушкина, считает невозможной для поэта близость к власти и участие в государственной политике. Уйдя в частную жизнь, он жил то в Москве, то в Муранове (приданое жены), то в Казани, много занимался хозяйством. По переписке Баратынского конца 1830-х — начала 1840-х годов о нём создаётся впечатление как о рачительном хозяине и заботливом отце. В Муранове он построил дом, переоборудовал мельницу, завёл лесопилку, насадил новый лес.
Среди других литераторов Мураново посещал и Н. В. Гоголь.
В 1920 году открытие музея-усадьбы имени Ф. И. Тютчева в Муранове поддержал В. И. Ленин. С 1870-х годов там жила семья Ивана Фёдоровича, сына поэта, сохранявшая рукописи, книги и личные вещи. После революции Мураново стало одним из первых литературно-мемориальных музеев; даже музей Л. Н. Толстого в Ясной Поляне был открыт только в следующем году.
В июле 2006 года главный дом усадьбы был серьёзно повреждён пожаром, вызванным попаданием молнии. В то же время благодаря оперативной реакции сотрудников музея практически все его экспонаты остались в сохранности. Были выделены деньги на реставрацию здания, которая завершилась в 2009 году. К 1 августа 2015 года экспозиция музея была полностью восстановлена и открыта для посещения.

## Мураново в искусстве

### В кинематографе
В Муранове были сняты важнейшие сцены телевизионного фильма «Станционный смотритель» режиссера Сергея Соловьева. В картине запечатлены комнаты главного дома усадьбы: библиотека, столовая, кабинет, зелёная и голубая гостиные.
В усадьбе также снимался исторический телесериал «Кровавая барыня» (2018). Усадьба играла роль главного дома салтыковского поместья Троицкое.